# Плесовских, Константин Антипович
Константи́н Анти́пович Плесовски́х (20 мая 1920, Томская губерния — 31 мая 2004, Барнаул) — ветеран и герой Великой Отечественной войны, полный кавалер ордена Славы.

## Биография
Родился в рабочей семье в дер. Петропавловка близ села Колпашево, Нарымского края (Нарымского уезда) Томской губернии. Окончил 7 классов средней школы (неполное среднее образование). С ранней юности работал в местном колхозе, затем слесарем на заводе в Колпашево. Во время начавшийся Великой Отечественной войны в июле 1941 года (исполнился 21 год) был призван Нарымским военкоматом в ряды Красной Армии. Уже через месяц, с августа 1941 — в действующей армии, на передовой.
Нет информации, в составе каких воинских соединений и частей служил в период с 1941 по июль 1943. Высока вероятность того, что он прошёл весь трудный путь сражений, в которых участвовала 33-я гвардейская стрелковая дивизия — это и участие в Сталинградской битве, участие в освобождении оккупированных территорий РСФСР и Украинской ССР: сражения по освобождению Донбасса, освобождение Крыма (бои за Перекоп, Севастополь), освобождение Херсона — в составе 4-го Украинского фронта. Затем эта армия с берегов Чёрного моря была переброшена на сражения у Балтийского моря — в 1944 году Плесовских воевал в составе 1-го Прибалтийского, затем 3-го Белорусского фронтов, — бои по освобождению Белоруссии, Прибалтики (штурмовал Кёнигсберг), Польши, штурмовал Германию.
Участник Парада Победы в Москве в 1945 в составе 9-го фронтового сводного полка 1-го Прибалтийского фронта.
После войны в 1945 году был демобилизован из армии, вернулся в Сибирь. Длительное время жил и работал животноводом в селе Куяган, где односельчане не знали, что их скромный сосед — герой войны. После 1971 года жил в Барнауле, работал по своей специальности на разных предприятиях. Ушёл на пенсию из структур Алтайского крайсельхозуправления. В Барнауле жил в Ленинском районе города в доме № 22 по улице Шукшина. Был приглашён 30 апреля 1985 года на последнюю массовую встречу и чествование в Алтайском крайкоме КПСС алтайцев — Героев Советского Союза и кавалеров трёх орденов Славы.
Русский, беспартийный.
Умер в 2004, похоронен с военными почестями в Барнауле.

## Подвиги
- В ходе боёв по прорыву Миуской линии обороны противника 30 июля 1943 года заряжающий батареи 45-мм пушек 88-го гвардейского стрелкового полка (33-я гвардейская стрелковая дивизия, 2-я гвардейская армия, Южный фронт) гвардии красноармеец Плесовских Константин Антипович показал пример личного мужества и самоотверженности в бою. С расчётом орудия участвовал в отражении ожесточённой контратаки противника у хутора Криничка. Проявил отвагу и мужество. Покинул поле боя только после того, как орудие вышло из строя и погибло большинство расчёта. 12 сентября 1943 года награждён медалью «За отвагу».
- Номер орудийный расчёта батареи 45-мм пушек 88-го гвардейского стрелкового полка (33-я гвардейская стрелковая дивизия, 2-я гвардейская армия, Южный фронт) гвардии красноармеец Плесовских Константин Антипович храбро действовал в составе расчёта в бою 1-го сентября 1943 года Донбасская наступательная операция. Расчёт расстрелял до 40 гитлеровцев, ещё 4 немцев уничтожил из личного оружия в ближнем бою красноармеец Плесовских. 25 сентября 1943 года награждён медалью «За боевые заслуги».
- Номер орудийного расчёта батареи 45-мм пушек 88-го гвардейского стрелкового полка (33-я гвардейская стрелковая дивизия, 2-я гвардейская армия, 4-й Украинский фронт) гвардии рядовой Константин Плесовских 8-го мая 1944 года в бою за город Севастополь вместе с другими бойцами уничтожил 2 штурмовых орудия противника, подавил 4 дота, поразил свыше 10 гитлеровцев. 26 мая 1944 года награждён орденом Славы III-й степени.
- 05—06.10.1944, в составе того же полка и дивизии, но уже в составе 1-го Прибалтийского фронта, в районе населенного пункта Шалвенишки (Литовская ССР) гвардии младший сержант К. Плесовских, вместе с бойцами расчёта орудия, вывел из строя около 10 огневых точек противника, истребил свыше 20 гитлеровцев. 21 декабря 1944 года награждён орденом Славы II-й степени.
- 20 января 1945 года в ходе Восточно-Прусской стратегической операции (1945), в бою на подступах к укреплённому городу-крепости Кёнигсберг (ныне Калининград) гвардии сержант К. Плесовских в составе своего расчёта, подчинённого 39-й армии 3-го Белорусского фронта, подбил бронетранспортер, сжёг 3 автомашины, вывел из строя противотанковое орудие, подавил 3 пулемётные точки и уничтожил более 10 пехотинцев врага. 19 апреля 1945 года награждён орденом Славы I степени[5].

Получив в боях три звезды солдатской Славы, Константин Антипович Плесовских стал солдатом-героем, полным Кавалером Ордена.
- 8 апреля 1945 года в ожесточённых боях в городе Кёнигсберге (Восточная Пруссия), заместитель наводчика расчёта батареи 45-мм пушек 88-го гвардейского стрелкового полка (33-я гвардейская стрелковая дивизия, 43-я армия, 3-й Белорусский фронт) гвардии младший сержант Плесовских К. А. активно участвовал в действиях боевого расчёта пушки, который уничтожил огнём своего орудия 3 огневые пулемётные точки противника вместе с их расчётами, подбил стоящее на прямой наводке 75-мм орудие, разбил 2 блиндажа и уничтожил до 20 вражеских солдат и офицеров. Это способствовало успешному выполнению боевого плана советского командования по разгрому Кёнигсбергской группировки немецко-фашистских войск. За личное мужество в этом бою, стойкость и отвагу, 27 апреля 1945 года награждён орденом Отечественной войны II-й степени
- В ходе Восточно-Прусской стратегической операции в период боёв с 8 по 17 апреля 1945 года замковый орудия батареи 45-мм пушек 88-го гвардейского стрелкового полка (33-я гвардейская стрелковая дивизия, 43-я армия, 3-й Белорусский фронт) гвардии младший сержант Плесовских К. А., в составе своего артиллерийского расчёта, уничтожил 5 станковых пулемётов с расчётами, 2 миномётные батареи, 5 автомашин с военными грузами и до взвода пехоты противника. 2 июня 1945 года за активное участие на фронтах Отечественной войны, за уничтожение вражеской огневой силы и техники в боях за город Кёнигсберг награждён орденом Красной Звезды.

## Награды
- Полный кавалер ордена Славы:
  - орден Славы I степени (19 апреля 1945, орден № 1909)[6];
  - орден Славы II степени (21 декабря 1944, орден № 11130)[7];
  - орден Славы III степени (25 мая 1944, орден № 133470)[8];
- Орден Отечественной войны I степени приказ министра обороны СССР от 6 апреля 1985[9];
- Орден Отечественной войны II степени приказ ВС 43-й армии № 127 от 27 апреля 1945[10];
- Орден Красной Звезды приказ ВС 43-й армии № 121/н от 2 июня 1945[11];
- Медаль «За отвагу» приказ 88-го гвардейского стрелкового полка 33-й гв. сд № 11/н от 12 сентября 1943[12];
- Медаль «За боевые заслуги» приказ 88-го гвардейского стрелкового полка 33-й гв. сд № 12/н от 25 сентября 1943[13];
- Медаль «За оборону Сталинграда» акт 33-й гв. сд от 29 октября 1944[14];
- Медаль «За Победу над Германией в Великой Отечественной войне 1941-1945 гг.» акт 9-го фронтового сводного полка 1-го Прибалтийского фронта № 6 от 26 июня 1945[15];
- Юбилейная медаль «Двадцать лет Победы в Великой Отечественной войне 1941—1945 гг.» (1965);
- Юбилейная медаль «Тридцать лет Победы в Великой Отечественной войне 1941—1945 гг.» (1975);
- Юбилейная медаль «Сорок лет Победы в Великой Отечественной войне 1941—1945 гг.» (1985);
- Юбилейная медаль «50 лет Победы в Великой Отечественной войне 1941—1945 гг.» (1995);
- Медаль «За взятие Кёнигсберга» (1945);
- Медаль «Ветеран труда»;
- знак «25 лет победы в Великой Отечественной войне» (1970).

## Память
- Имя Константина Антиповича Плесовских представлено на Памятной стеле томичей-героев на аллее Боевой славы томичей в Лагерном саду города Томска.
- Имя Константина Антиповича Плесовских представлено на Мемориале Славы в городе Барнауле.
- В Барнауле (Алтайский край), в районном музее в 2008 была организована экспозиция с материалами о земляке-герое.